# Doktorand
Doktorand (lat. doctorandus dosl. onaj koji se sprema postati učitelj), naziv je studenta poslijediplomskog doktorskog studija u pojedinim zemljama. U Nizozemskoj je doktorand akademski naslov u visokoškolskom sustavu koji je prethodio današnjem prvostupničko-magistarskom sustavu. Ženski oblik riječi jest doktoranda. Naslov se stjecao polaganjem doctoraalexamena, tradicionalno matrikulacijskog ispita za prijam na doktorski studij. U većini slučajeva time se završava sveučilišni studij, no ponekad studenti nastavljaju istraživanje pod nadzorom profesora što im konačno omogućava stjecanje naslova doktora.
U Hrvatskoj doktorand označava studenta poslijediplomskog doktorskog studija koji završetkom studija stječe akademski stupanj doktora znanosti (lat. doctor scientiarum, kratica dr. sc.) ili umjetnosti (lat. doctor artium, kratica dr. art.).